# Jujubinus dispar
Jujubinus dispar é uma espécie de molusco pertencente à família Trochidae.
A autoridade científica da espécie é Curini-Galletti, tendo sido descrita no ano de 1982.
Trata-se de uma espécie presente no território português, incluindo a zona económica exclusiva.